# 周孔教
周孔教（1553年—1613年），字明行，號懷鲁，江西撫州府臨川縣人，民籍，明朝政治人物。

## 生平
隆慶四年（1570年）庚午科江西鄉試第九十一名，萬曆八年（1580年）庚辰科會試第三十八名，登三甲第七十八名進士。兵部觀政，本年授知福清县，丁憂归乡。十一年复除临海县知县，十三年充本省乡试同考官，十七年行取，授浙江道御史，巡按直隸长芦盐政，二十年提调北直学政，寻巡按河南。二十一年丁憂归乡。二十四年改补河南道御史，二十五年任北直隶提学御史，二十九年升太仆寺少卿，三十一年改通政司左通政，三十二年十一月升右佥都御史、巡撫应天地方督理軍储。三十六年八月升右副都御史、总理河道，三十七年回籍，四十一年（1613年）癸丑卒。
墓在臨川縣南門外關帝廟後右側。

## 家族
曾祖周興祖；祖父周貴；父周養元，曾任壽官。母陸氏。具庆下。兄孔敬。弟孔孜。